# Rheinmetall

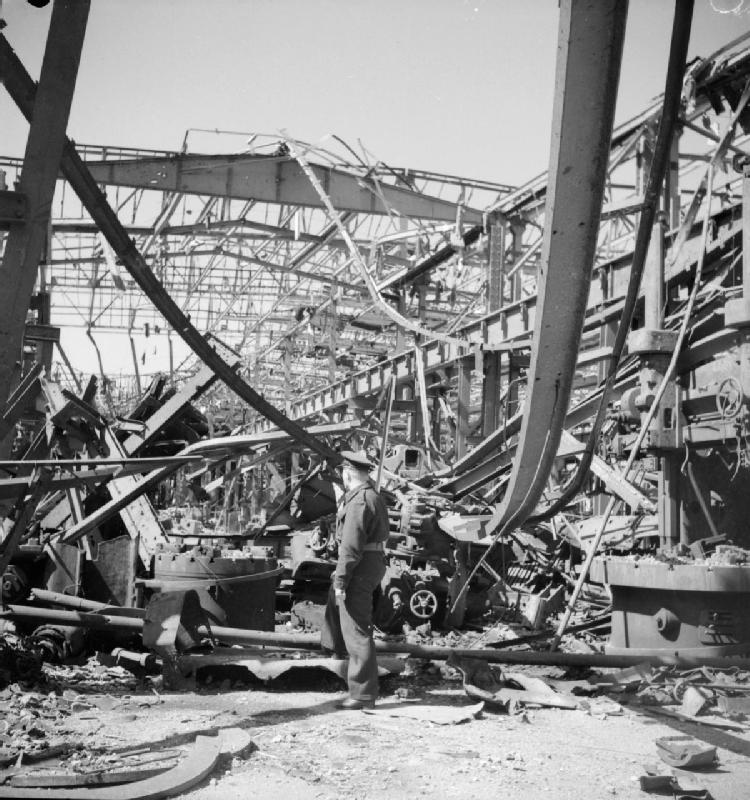
Deze machinefabriek van Rheinmetall in Düsseldorf werd in de nacht van 2 op 3 november 1944 zwaar beschadigd bij een Brits bombardement.

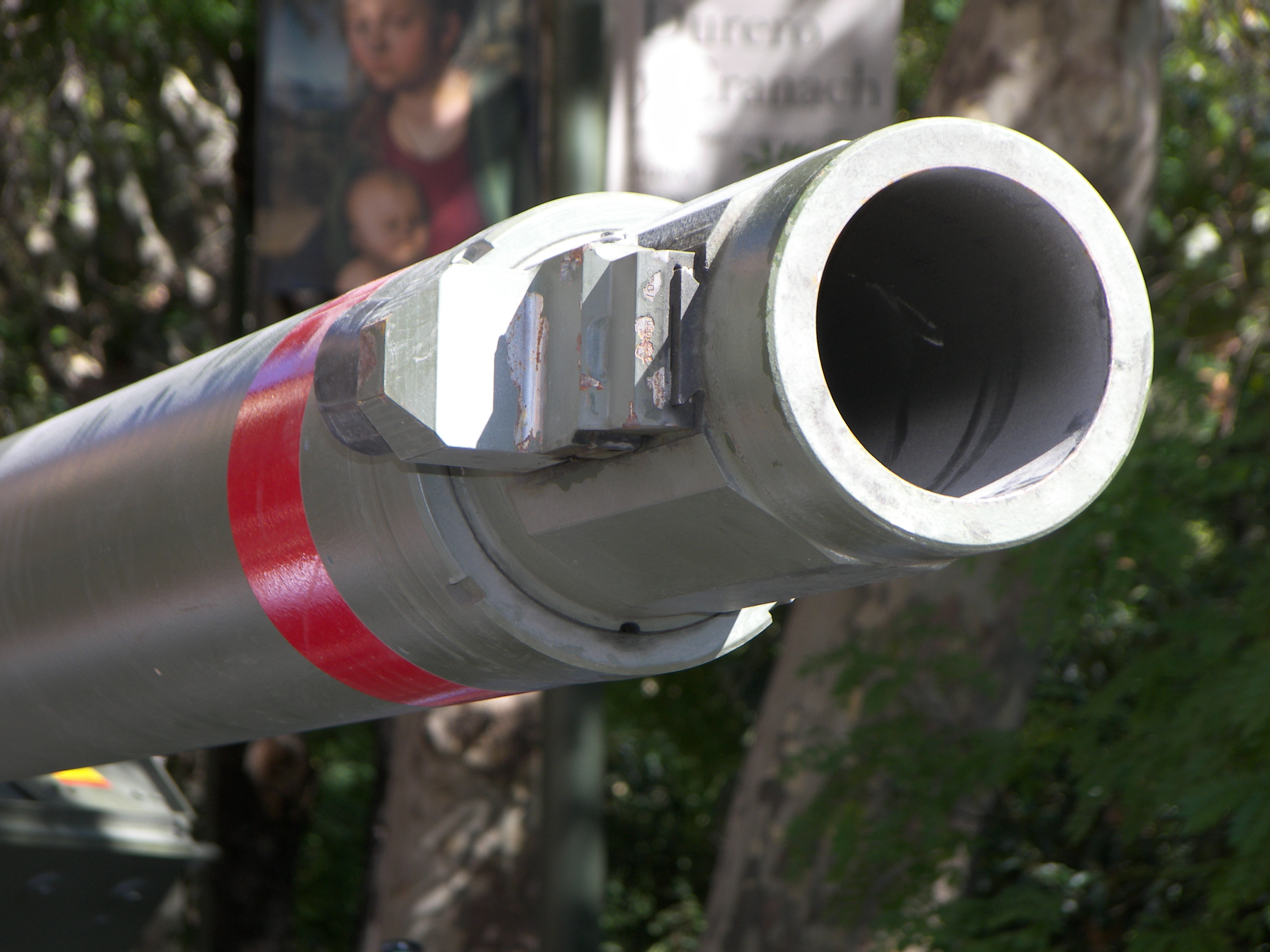
De monding van het 120mm-gladloopskanon op een Leopard 2E-tank.

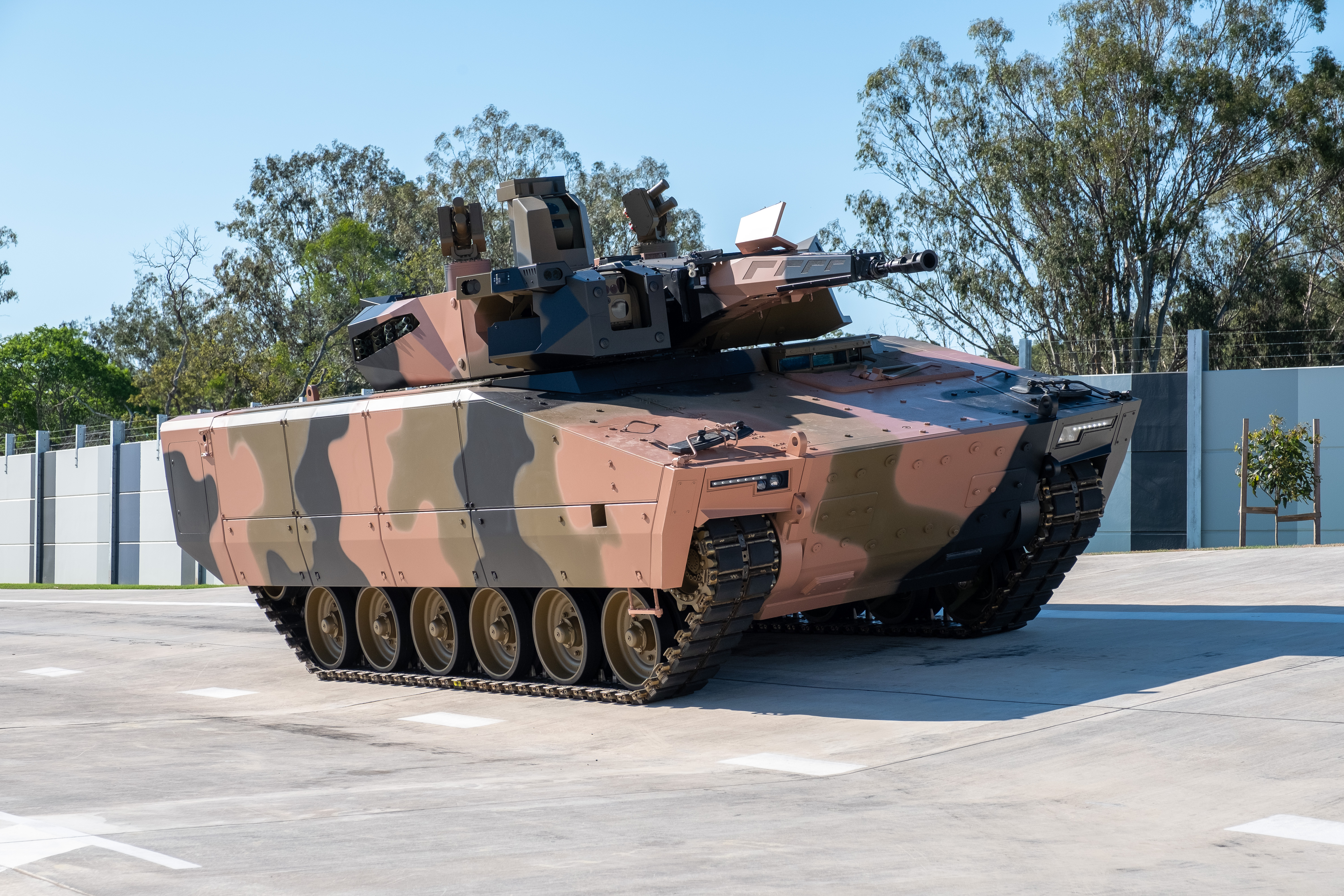
Lynx pantserrupsvoertuig

Rheinmetall AG is een Duits bedrijf dat zich bezighoudt met defensie en een toeleverancier van de auto-industrie is. In 2024 leverde de defensiesector ongeveer driekwart van de omzet. Een derde van de omzet kwam uit thuisland Duitsland. Het hoofdkantoor staat in Düsseldorf.

## Geschiedenis
Enige hoogtepunten uit de geschiedenis van het bedrijf:
- 13 april 1889: Ingenieur Heinrich Ehrhardt richt het bedrijf Rheinische Metallwaaren- und Maschinenfabrik Aktiengesellschaft op. In datzelfde jaar wordt in Düsseldorf de eerste fabriek opgezet.
- 14 november 1894: Het bedrijf krijgt een notering op de effectenbeurs van Berlijn.
- 1899: Rheinmetall verwerft te Unterlüß een, aan een spoorlijn gelegen, testterrein voor o.a. kanonnen. Hier wordt ook een fabriek bij gebouwd,  waar zowel in de Eerste Wereldoorlog als in de Tweede Wereldoorlog buitenlandse krijgsgevangenen tewerkgesteld worden.
- 1901: Het bedrijf neemt een munitie- en wapenfabriek over in het Duitse Sömmerda.
- 1919: Ten gevolge van het Verdrag van Versailles na de Eerste Wereldoorlog is het bedrijf gedwongen zich te richten op niet-militaire activiteiten. Men gaat onder andere locomotieven en stoommachines, en te Sömmerda,  ook schrijfmachines  bouwen. Vanaf 1921 worden weer militaire producten gemaakt.
- 1925: Het Duitse Rijk krijgt een meerderheidsbelang na een kapitaalsverhoging.
- 1936: Rheinmetall fuseert met Borsig tot Rheinmetall-Borsig AG. In 1938 verhuist de hoofdzetel van het bedrijf naar Berlijn.
- 1944-1945: De productievestigingen worden door geallieerde luchtaanvallen vernietigd. De productie wordt verplaatst naar Polen. Ook na de Tweede Wereldoorlog mag het bedrijf geen militaire toepassingen meer maken. Tijdens de oorlog maakte Rheinmetall bombuizen, ontstekers die nadat de bom was afgeworpen, niet meer gedemonteerd konden worden.
- 1956: De productie van militaire producten wordt hervat en het bedrijf gaat verder onder de naam Rheinmetall Berlin AG. Borsig AG werd verkocht aan Salzgitter AG. Vanaf 1958 diversifieert het bedrijf tot mechanische technologie en elektronica.
- 1979: De eerste Leopard 2-tank wordt aan het Duitse leger geleverd. De tank zelf is van Krauss-Maffei AG, maar het 120mm-gladloopskanon is een innovatie van Rheinmetall.
- 1986: De overname van carburateurproducent Pierburg GmbH introduceert het bedrijf in de automobielsector.
- 1996: Het bedrijf verandert weer van naam en heet nu Rheinmetall AG. In 1997 wordt Rheinmetall Electronics, de elektronicadivisie, gevormd.
- In 2010 wordt een fusie aangekondigd van de activiteiten voor militaire wielvoertuigen van Rheinmetall en MAN.[2] De bundeling moest de exportkansen vergroten. Duitsland is na de Verenigde Staten 's werelds grootste wapenexporteur.[2] Rheinmetall en MAN hebben de activiteiten in twee fasen samengevoegd. In de eerste stap werden de ontwikkeling en verkoop gebundeld en in een tweede fase de fabrieken van Rheinmetall in Kassel en die van MAN in Wenen.[2] De combinatie heeft een omzet van ruim 1 miljard euro.[2] Rheinmetall heeft een belang van 51% in de joint venture.[2]
- 2016: Rheinmetall Landsysteme GmbH en Rheinmetall MAN Military Vehicles fuseren en gaan verder als de Vehicle Systems divisie.
- In februari 2016 wordt bekend dat in Ede driekwart van het personeel wordt ontslagen.[3] Hier werkten toen nog 100 vaste medewerkers en 28 uitzendkrachten. De reorganisatie was noodzakelijk omdat de bouw van pantserwielvoertuig Boxer voor de Koninklijke Landmacht begin 2018 afloopt en er geen vervolgorders in zicht waren.[3]
- 2022: De koop van alle aandelen Expal Systems wordt bekendgemaakt.[4] Dit is een Spaanse fabrikant van munitie met een omzet van 400 miljoen euro op jaarbasis en zo'n 800 medewerkers. Met de overname, afgerond op 1 augustus 2023, neemt het productiecapaciteit toe en wordt het aanbod van granaten verbreed.
- In december 2022 kondigde Rheinmetall een verhoogde productie van munitie in Duitsland aan in verband met de oorlog in Oekraïne en een Zwitsers veto op munitie leveringen. Het bedrijf gaat een nieuwe productiefaciliteit voor 20-35 millimeter kalibers bouwen, deze granaten kunnen worden gebruikt voor de Gepard, een gemechaniseerd en gepantserd luchtdoelgeschut met twee Oerlikon kanonnen. In september 2023 werden de eerste granaten aan Oekraïne geleverd.
- In januari 2023 werd een deel van de zuigeractiviteiten afgestoten. Later in hetzelfde jaar werd overeenstemming bereikt de resterende activiteiten ook te verkopen. In april 2024 werd deze transactie afgerond en zo'n 3500 voltijdsmedewerkers zijn overgegaan naar de nieuwe eigenaar Comitans Capital AG. De twee overgebleven civiele activiteiten, Sensors and Actuators en Materials and Trade, zijn ondergebracht in een nieuwe divisie Power Systems.
- In mei 2023 meldt Rheinmetall een joint venture met Ukroboronprom te gaan oprichten voor de productie en het onderhoud van KF51 Panther tanks en ander militair materieel in Oekraïne.[5] In oktober waren alle noodzakelijke toestemmingen binnen en was de joint venture een feit. Rheinmetall heeft 51% van de aandelen in handen en Ukrainian Defense Industry (UDI), het voormalige Ukroboronprom, de rest.[6] Het staatsbedrijf UDI telt 67.000 medewerkers en is actief in de productie en onderhoud van pantservoertuigen. raketten, artillerie, radar en vliegtuigen.
- In maart 2024 werd de Nederlandse startup REEQ gekocht. REEQ is sinds 2018 actief en maakt innovatieve en lichte hybride voertuigen. De overnamesom werd niet bekendgemaakt.[7]
- In juli 2024 sloot Rheinmetall een overeenkomst met het Italiaanse defensiebedrijf Leonardo om een joint venture op te richten.[8] De joint venture heeft tot doel samenwerking op het gebied van landvoertuigen. Concreet willen de twee de nieuwe Duitse KF51 Panther tank en de Lynx aanpassen en produceren voor het Italiaanse leger.[8] Italië heeft plannen voor een bestelling van 350 Lynx en 200 Panther tanks ter waarde van 20 miljard euro.[8]
- In augustus 2024 volgde het bod op Loc Performance van US$ 950 miljoen.[9] Loc Performance maakt onderdelen voor militaire voertuigen zoals aandrijflijnen en rupssystemen voor onder andere de M1 Abrams en M2 Bradley. Met de overname verwacht het bedrijf sterker te staan om Amerikaanse opdrachten binnen te halen. Toezichthouders moeten nog hun akkoord geven, maar Rheinmetall verwacht nog dit jaar deze transactie af te ronden.
- In april 2025 is Hagedorn-NC overgenomen, een Duitse fabrikant van industriële cellulosenitraat.[10] Hagedon-NC verkoopt dit aan civiele klanten en aan defensiebedrijven. Voor deze laatste groep wordt het schietkatoen gebruikt om granaten te verschieten. Rheinmetall wil met deze overname de levering van deze grondstof veilig stellen en zal op termijn de levering aan civiele klanten verminderen.

## Bedrijfsonderdelen
Rheinmetall is met name een leverancier van defensiematerieel en heeft verder nog een kleinere autotoeleveringstak met civiele klanten. Per jaareinde 2024 werkten er 28.539 mensen (2015: 20.676). Per jaar geeft het bedrijf iets meer dan 5% van de omzet uit aan Onderzoek en ontwikkeling. Per jaareinde 2024 had het bedrijf nog contracten voor leveringen ter waarde van 55 miljard euro in de boeken staan (2022: 26,6 miljard euro).
- Automobiel:
  - Pierburg GmbH (luchttoevoer, emissie, koeling en smering)
  - Kolbenschmidt GmbH (zuigers)
  - KS Gleitlager GmbH (lagers)
  - KS Aluminium-Technologie GmbH (aluminium motorblokken)
  - MSI Motor Service International GmbH (motorenreparatie en onderdelendistributie)

- Defensie:
  - Rheinmetall Landsysteme GmbH (pantserwagens en aanverwante)
  - Oerlikon Contraves AG (luchtafweergeschut)
  - Weapon Munition division (munitie)
  - Rheinmetall Defence Electronics GmbH (Allerhande elektronische systemen voor militaire toepassingen)
  - Public Security divisie (Veiligheidssystemen tegen aanslagen, natuurrampen e.d.)
  - Rheinmetall MAN Military Vehicles GmbH (voertuigen, joint venture met MAN die 49% van de aandelen heeft)

De productie en export van defensiematerieel is aan strenge regels gebonden. Het Duitse Gesetz über die Kontrolle von Kriegswaffen (KWKG) is een van de belangrijkste wetten waaraan het bedrijf is gehouden.
Het bedrijf is sinds 1894 beursgenoteerd. Het had in 2022 geen grootaandeelhouders. Het aandeel maakte deel uit van de aandelenindex MDAX, maar verhuisde op 20 maart 2023 naar de DAX-index.

### Producten
Bekende producten van Rheinmetall zijn onder meer:
- Boxer MRAV: een pantserwielvoertuig.
- Lynx, een pantserrupsvoertuig.
- Puma, een pantserrupsvoertuig.
- Fuchs, een 6x6 amfibisch pantservoertuig.
- Rheinmetall L44: 120mm-gladloopskanon voor de Leopard 2-, de M1 Abrams- en de Type 90-tank.
- MG3: een 7,62mm-machinegeweer dat wereldwijd gebruikt wordt.
- KF51 Panther: een moderne gevechtstank en mogelijke opvolger voor de Leopard 2.
- Schrijfmachines (na de Eerste Wereldoorlog).

### Locaties
Rheinmetall is wereldwijd actief in de volgende landen:
- Europa:
  -  Frankrijk
  -  Duitsland
  -  Italië
  -  Nederland
  -  Noorwegen
  -  Oostenrijk
  -  Rusland
  -  Spanje
  -  Turkije
  -  Tsjechië
  -  Verenigd Koninkrijk
  -  Zweden

- Azië:
  -  China
  -  India
  -  Indonesië
  -  Japan
  -  Maleisië
  -  Turkije
  -  Saoedi-Arabië
  -  Singapore
  -  Verenigde Arabische Emiraten

- Amerika:
  -  Brazilië
  -  Canada
  -  Mexico
  -  Verenigde Staten

- Overige
  -  Australië
  -  Zuid-Afrika

## Trivia
- In juli 2024 werd bekend dat Amerikaanse inlichtingendiensten Russische plannen hebben ontdekt om Armin Papperger, de bestuursvoorzitter van Rheinmetall, te vermoorden.[11]

Adidas · Airbus · Allianz · BASF · Bayer · Beiersdorf · BMW · Brenntag · Commerzbank · Continental · Covestro · Daimler Truck · Deutsche Bank · Deutsche Börse · Deutsche Post · Deutsche Telekom · E.ON · Fresenius · Hannover Rück · Heidelberg Materials · Henkel · Infineon · Mercedes-Benz · Merck · MTU Aero Engines · Münchener Rück · Porsche AG · Porsche SE · Qiagen · RWE · Rheinmetall · SAP · Sartorius · Siemens · Siemens Energy · Siemens Healthineers · Symrise · Volkswagen · Vonovia · Zalando